# Keith Carter
Keith Carter (n. 30 august 1924, Akron, Ohio, SUA – d. 3 mai 2013, Asheville⁠(d), Carolina de Nord, SUA) a fost un înotător american, medaliat olimpic. A participat la o ediție a Jocurilor Olimpice (1948) în care a câștigat două medalii de argint.